# Bundesnichtraucherschutzgesetz
Das Gesetz zur Einführung eines Rauchverbotes in Einrichtungen des Bundes und in öffentlichen Verkehrsmitteln (Bundesnichtraucherschutzgesetz, kurz BNichtrSchG) ist ein deutsches Gesetz, welches das Rauchen in Einrichtungen des Bundes und in öffentlichen Verkehrsmitteln grundsätzlich verbietet. Es wurde als Teil des Mantelgesetzes Gesetz zum Schutz vor den Gefahren des Passivrauchens erlassen.
Das Bundesnichtraucherschutzgesetz trat am 1. September 2007 in Kraft. Das Gesetz beinhaltet ein grundsätzliches Rauchverbot in allen Einrichtungen des Bundes sowie der Verfassungsorgane des Bundes, in Verkehrsmitteln des öffentlichen Personenverkehrs und in Personenbahnhöfen der öffentlichen Eisenbahnen in vollständig umschlossenen Räumen. Ein Verstoß gegen das Verbot ist gem. § 5 eine Ordnungswidrigkeit.
Seit der Teillegalisierung von Cannabis am 1. April 2024 gilt das Bundesnichtraucherschutzgesetz auch für Cannabisprodukte, unabhängig davon, ob sie mittels eines Verdampfers konsumiert werden. 